# ارونوکو (مینه‌سوتا)
ارونوکو، مینه‌سوتا (به انگلیسی: Oronoco, Minnesota) یک شهر در ایالات متحده آمریکا است که در شهرستان اولمستد، مینه‌سوتا واقع شده‌است.

## خصوصیات
ارونوکو ۷٫۲۸ کیلومترمربع مساحت و ۱٬۳۰۰ نفر جمعیت دارد و ۲۹۷ متر بالاتر از سطح دریا واقع شده‌است.